# Engelse Kerk (Wiesbaden)
De Engelse Kerk, officieel de Kerk van Sint-Augustinus van Canterbury (Kirche St. Augustin von Canterbury; Church of St. Augustine of Canterbury), is een neogotisch kerkgebouw op de hoek van de Frankfurter Straße en Kleine Wilhelmstraße in de Duitse plaats Wiesbaden (Hessen). De kerk werd in 1863 naar een ontwerp van de Wiesbadener architect Theodor Götz voor de Britse kuurgasten gebouwd. Het rode baksteengebouw staat naast de Villa Clementine en ligt aan het park Warmer Damm en aan de Wilhelmstraße.

## Geschiedenis

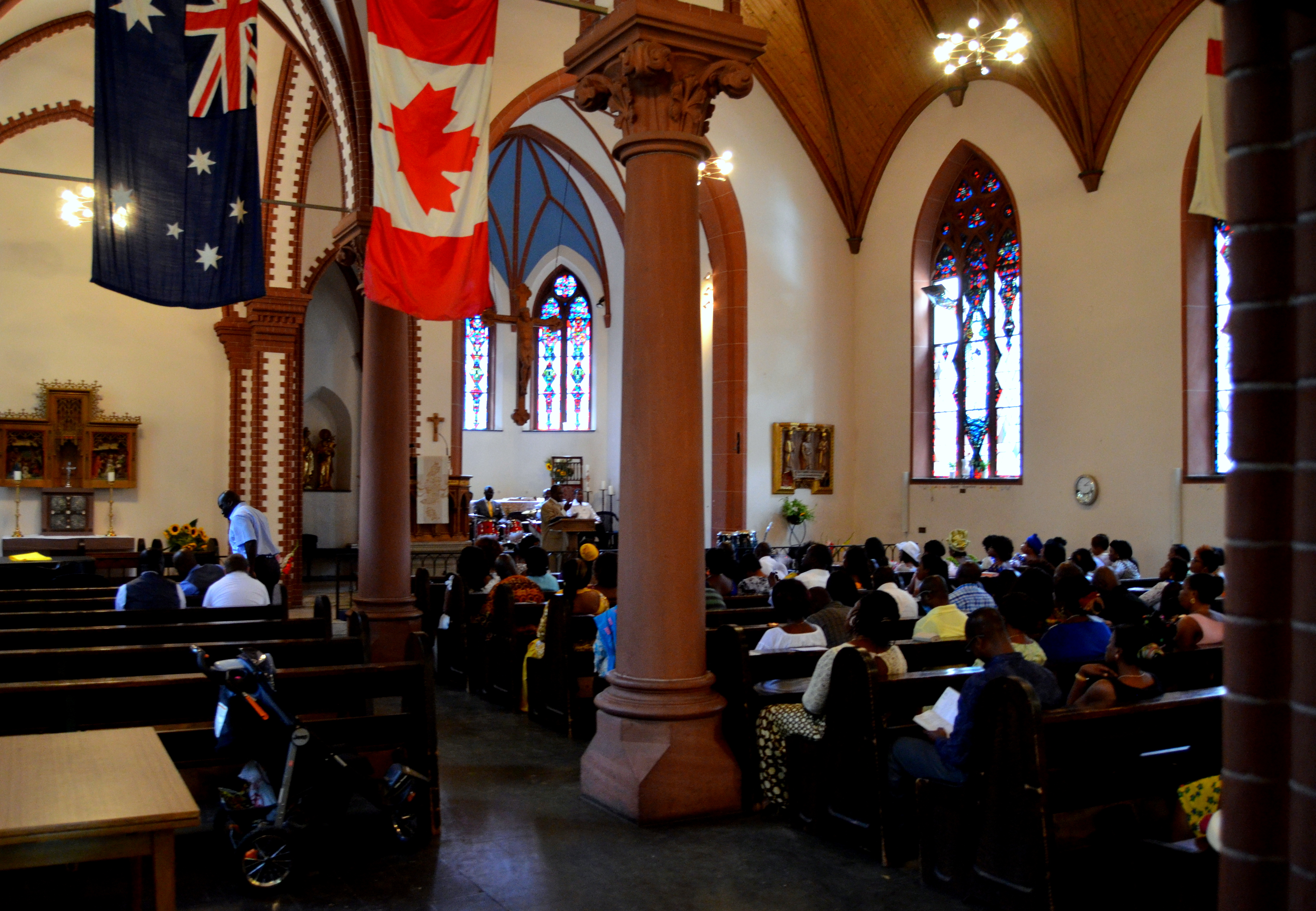
Wiesbaden, Engelse Kerk (Church of St. Augustine of Canterbury) interieur tijdens een dienst

De kerk werd opgericht ten behoeve van de Britse kuurgasten in Wiesbaden. In de Eerste Wereldoorlog kwamen er geen kuurgasten meer uit Groot-Brittannië en werd de kerk gesloten. Wegens het gebrek aan een congregatie werd het gebouw daarna door de Kurhausaktiengesellschaft beheerd. Tijdens het bewind van de nationaalsocialisten werd het kerkgebouw onteigend. Na de oorlog gebruikten de Amerikanen het gebouw als een militaire kapel tot 1955, toen er in de Amerikaanse militaire enclave Heinerberg een nieuwe kapel werd geopend. Daarna werd de kerk weer overgedragen aan de bisschop van Londen en kreeg het de oorspronkelijke bestemming als Anglicaans kerkgebouw terug. Omdat veel gemeenteleden net als daarvoor uit Amerikaanse militairen bestonden, ontwikkelde de voormalige Britse kerk zich tot een mengvorm van de Kerk van Engeland en de Episcopale Kerk in de Verenigde Staten.
In januari 1966 werd het gebouw door een brand getroffen, die veroorzaakt werd door een mankement in het verwarmingssysteem. De kerk kon met de uitkering van de verzekering en giften van de gemeente worden gerestaureerd, maar het pas aangeleverde orgel, dat nog niet was ingebouwd, werd echter niet door de verzekering gedekt.

## De gemeente
Met het einde van de Koude Oorlog en de daaruit voortvloeiende vermindering van Amerikaanse aanwezigheid in Duitsland kreeg de congregatie steeds meer een civiel karakter. Bovendien heeft de congregatie niet meer één bepaalde nationaliteit als meerderheid. De drie grootste groepen van de congregatie worden gevormd door burgers uit de Verenigde Staten, Duitsland en onderdanen van de Britse kroon, maar ook Canadezen, Australiërs, Zuid-Afrikanen, Italianen en Nigerianen.

## Inrichting
- Doopvont van Nassau-marmer.
- Olieverfschilderij van George H. Jeffrey (Florence) met een voorstelling van de heilige Augustinus van Canterbury.
- Ramen: de heilige Martinus, Joris, Augustinus, Michaël, Bonifatius en Gregorius.
- Zijaltaar met houtsnijwerk: op de linker zijde de geboorte van Jezus en op de rechter zijde de aanbidding van de wijzen.
- Boven de hoofdingang een roosvenster.
- Beelden van Maria en Jozef in de nis achter de kansel.
- Een drieluik aan de muur rechts van het altaar met koning Ethelbert, zijn vrouw en de heilige Augustinus.